# Hæder til Carl Th. Dreyer
|  | Denne artikel er oprettet af botten Steenthbot ud fra en ekstern database. Den kan derfor have sproglige fejl eller mangler. Denne skabelon kan fjernes efter kontrol af indholdet. |

Hæder til Carl Th. Dreyer er en dansk dokumentarisk optagelse fra 1965.

## Handling
Ved en sammenkomst på Filmmuseet den 24. november 1965 får Dreyer overrakt en plakette i anledning af, at hans film La passion de Jeanne d'Arc 7 år forinden blev kåret som en af verdens 12 bedste film ved verdensudstillingen i Bruxelles i 1958. Hædersbevisningen bliver overrakt af Filmmuseets leder Ib Monty. Ved samme lejlighed bliver to modeller fra filmen præsenteret for offentligheden. Modellerne er skabt og købt af filmens arkitekt Hermann Warm (1889-1976), der var en af de mest prominente set designere inden for den ekspressionistiske film i Tyskland. Modellerne omfatter borgen i Rouen, kapellet, Jeanne d'Arcs fangecelle, vægterrummet, torturkammeret og forrummet til forhørssalen. På optagelsen ses Dreyer, der nøje studerer dekorationerne, mens han fortæller om optagelserne i Frankrig for 38 år siden (desværre mangler lydsiden). Dreyer påpeger flere mangler ved modellerne, f.eks. er der en dør for meget i fangecellen, for få torturinstrumenter, og så mangler kikhullet, som fangevogterne iagttog Jeannes reaktioner igennem.

## Medvirkende
- Carl Th. Dreyer
- Ib Monty
- Herbert Steinthal